# Leen Poortvliet
Leen Poortvliet (Dirksland, 20 juli 1943) is een in Nederlands voormalig wielrenner. 
Poortvliet werd in 1968 prof bij Smiths in 1969 en 1970 reed hij voor de wielerploeg Willem II-Gazelle. Hij startte in de Ronde van Frankrijk van 1969. In de tiende etappe moest hij opgeven. Poortvliet won in 1970 een etappe in de Vierdaagse van Duinkerke en de Omloop van het Leiedal.

## Palmares
1968
Sint Jansteen
1969
1e etappe deel B Ronde van Luxemburg (Ploegentijdrit)
 Nederlandse kampioenschap baanwielrennen 50 km
1970
5e etappe deel a Vierdaagse van Duinkerke
Omloop van het Leiedal

## Resultaten in voornaamste wedstrijden
| Jaar | Ronde van Italië | Ronde van Frankrijk | Ronde van Spanje |
| ---- | ---------------- | ------------------- | ---------------- |
| 1969 |                  | opgave              |                  |

| Jaar | Amstel Gold Race |
| ---- | ---------------- |
| 1969 | 29e              |